# Lambert Wilson
Lambert Wilson (Neuilly-sur-Seine, 3 d'agost de 1958) és un actor francès d'origen irlandès pel costat patern. És fill de l'actor Georges Wilson. També ha fet teatre i en alguna ocasió ha tingut l'oportunitat d'estrenar-se en el camp de la cançó. Com a actor, Lambert Wilson és conegut sobretot a nivell internacional pel seu paper a la pel·lícula Matrix Reloaded i Matrix Revolution l'any 2002. Parla anglès, italià, espanyol i francès, cosa que li ha permès també fer doblatge.

## Biografia
Fill de l'actor i escenògraf Georges Wilson, Lambert Wilson viu des de petit en el medi teatral.
Va tenir una infantesa no difícil, però canviant d'escola cada any. A cada tornada a classes, la seva angoixa era fer-se estimar, acceptar, integrar-se a la classe i als altres alumnes. Al contrari, afirma :« No porto bé els grups. […] Fujo dels grups. Això em recorda el pati. Anava sempre en direcció oposada, perquè volia ser un cas particular.
Al començament, Lambert Wilson no s'interessa gaire pel teatre francès i ambiciona ser « un actor americà ». Segueix formació d'actor al Drama Centre London, amb la finalitat de traçar el seu camí tot sol sense ser un simple « fill de », però també per perfeccionar el seu anglès i seguir així el seu somni hollywoodienc. A més de l'ofici d'actor, aprèn cant i música.
Jove actor, busca la celebritat per tots els mitjans: « m'he dit molt d'hora, cal entrar al star system [...], pujar graons per tenir els millors papers [...], m'he donat als mitjans mostrant el meu rostre [...], això em tranquil·litzava ».
El 1977, Lambert Wilson debuta al cinema amb Julia, sota la direcció de Fred Zinnemann. Dos anys més tard, té el seu primer paper en un film francès amb El gendarme i els extraterrestres, de Jean Girault, en una escena que ha quedat de culte davant de Maurice Risch. Sempre motivat pel seu desig de treballar en el cinema americà, obté el seu primer gran paper l'any 1982 en Five Days One Summer,  dirigida per Fred Zinneman que l'havia fet debutar a la pantalla, i on dona la rèplica a Sean Connery. El film és no obstant això un fracàs comercial, com l'any següent, Sàhara, on comparteix cartell amb Brooke Shields.
Finalment és en el seu país natal on Lambert Wilson troba l'èxit: després d'una aparició a La Boum 2, té el 1984 un paper important a La Femme publique d'Andrzej Żuławski. L'any següent, destaca a Rendez-vous, d'André Téchiné: la seva interpretació d'un personatge turmentat li val una nominació al César al millor actor. En els films següents, interpreta personatges romàntics (Rouge Baiser) o pel contrari, inquietants (L'Homme aux yeux d'argent).
El 1987, apareix a Chouans !, de Philippe de Broca, i l'any següent a Les Possédés de Żuławski i amb El Dorado de Carlos Saura, a continuació amb La Vouivre, adaptat i realitzat pel seu pare Georges Wilson. Però la carrera de Lambert Wilson s'alenteix per una sèrie de fracassos comercials. Empès pel que considera com una mena d'esnobisme, l'actor busca aleshores aparèixer en films de prestigi. Però l'èxit no arriba: ni Les Possédés, ni sobretot El Dorado, no troben el seu públic. El ventre d'un arquitecte, de Peter Greenaway, és saludat per la critica però només arriba a un públic limitat. Lambert Wilson estima després que ha aparegut en films fallits de grans realitzadors.
El 1989, Lambert Wilson interpreta el paper de l'Abat Pierre a Hiver 54, l'abat Pierre. Aquesta interpretació saludada per la professió li suposa el Premi Jean-Gabin, que premia les esperances del cinema francès i és de nou nominat als César. Explicarà després que, encara que desconfiat respecte als dogmes religiosos 
| « | Les religions creen les guerres. La fe engendra l'amor | » |

, es bateja durant el rodatge del film per l'Abbé Pierre, ja que li agradaven tots els valors.
Malgrat l'èxit d'estima que li suposa aquesta interpretació, és menys present a la pantalla a la primera meitat dels anys 1990. Alguns dels seus films passen desapercebuts, sobretot L'Instint de l'àngel, de Richard Dembo, que té un fracàs lacerant. Lambert Wilson passa llavors tres anys sense rodar. Recorda després haver estat considerat com el que els Americans anomenen un box-office verí, és a dir un actor la prèsencia del qual a la pantalla garanteix el fracàs comercial.

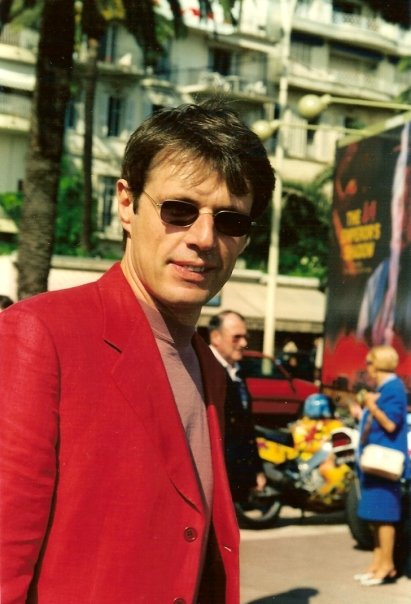
Lambert Wilson al festival de Canes 1996.

Durant aquest període, Lambert Wilson actua al teatre, i grava un àlbum de cançons. Torna a la pantalla amb papers secundaris en produccions prestigioses, com el film històric Jefferson a París (1995) de James Ivory. Actuant en registres lleugers troba els favors del públic, sobretot gràcies al musical On connaît la chanson (1997) d'Alain Resnais, després la comèdia Jet Set (2000) de Fabien Onteniente. Els èxits populars d'aquests films li suposen tornar al primer pla.
És igualment contractat de nou pel cinema americà: és el « Merovingi » a Matrix Reloaded (2002) i Matrix Revolutions (id.), a continuació apareix als crèdits de Presoners del temps (2002) i Catwoman (2004), realitzat pel seu compatriota Pitof. A França, contínua apareixent en films pel gran públic, com les comèdies L'Aniversari o Palau reial!, totes dues estrenades l'any 2005. No desdenya tanmateix les experiències més atípiques i, el 2006, actua al film de ciència-ficció Dante 01 de Marc Caro.
El 2010, Lambert Wilson interpreta el personatge principal del film Des hommes et des dieux, èxits de critica i públic i pel qual és de nou nominat al César al millor actor.
El 2012, se'l veu al film d'aventures còmic Sobre la pista del Marsupilami, realitzat per Alain Chabat. Té a continuació altres papers importants al cinema, alternant comèdies i films dramàtics, així com films d'autor i grans produccions.
Lambert Wilson ha rodat també per la televisió, sobretot el 2004 amb el telefilm Colette, una dona lliure, realitzat per Nadine Trintignant.
La carrera teatral de Lambert Wilson és rica: Ashes de Harold Pinter el 1998, L'Amor de l'Amor, La Màquina Infernal, La Celestina, Eurydice, Ruy Blas. Va actuar a Les Caprices de Marianne el 1994 i a Bérénice, amb Kristin Scott Thomas, el 2002.
El 2010, és a l'escenari del Théâtre du Châtelet amb la comèdia musical de Stephen Sondheim A Little Night Music.

### Teatre
Lambert Wilson és també cantant i ha gravat alguns discos (Musicals el 1989 i Démons i merveilles l'any 1997) i interpretat la cançó La Cambra.
El 15 d'octubre de 2007, surt un nou àlbum titulat Lluny, en un registre totalment diferent de les seves precedents interpretacions de les quals ha escrit un dels textos. El compositor n'és Jean-Philippe Bernaux, però l'àlbum inclou també dues composicions de Jean-Jacques Sage, igualment el productor de l'artista, i una de Christophe Mali (Tryo). Els autors que han treballat en aquest projecte són Boris Bergman, Philippe Latger, Marc Esteve i Marie Nimier. Grava igualment lectura de poesies i de grans textos de la literatura (Musset, Proust…).
El 12 de febrer de 2016, surt un àlbum homenatge al cantant Yves Montand amb la finalitat de commemorar els 25 anys de la desaparició de l'artista. Els arranjaments musicals d'aquest àlbum que es diu Wilson canta Montand han estat realitzats per Bruno Fontaine. Entre els 17 títols de l'àlbum hi ha Mais qu’est-ce que j’ai ? que ha estat composta per Henri Betti sobre lletra d'Édith Piaf el 1947. L'àlbum hauria de servir de base a la creació d'un espectacle on Lambert Wilson podrà expressar tots els seus talents de cantant i de ballarí.
El juny de 2016, és present als Chorégies d'Orange i interpreta en aquesta ocasió Syracuse d'Henri Salvador (de la qual proposa una versió simfònica en el seu àlbum Wilson chante Montand), i igualment La Chanson de Lara, del Doctor Jivago, en duo amb el tenor líric Florian Laconi

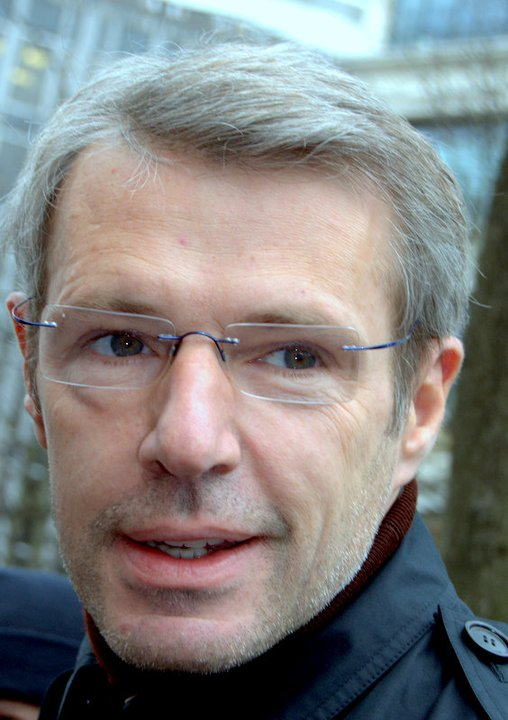
Lambert Wilson al dinar dels nominats dels César 2011.

- L'octubre de 2008, Lambert Wilson és el president del jurat del Festival de cinema britànic de Dinard.
- Del 6 al 12 de juny de 2012, és el copresident (amb Michael Madsen) del 1er Camps-Élysées Film Festival. D'altra banda, del 30 de novembre de 2012 al 8 de desembre de 2012, forma part del jurat del 12è Festival internacional de cinema de Marrakech; jurat presidit per John Boorman, on retroba James Gray, Marie-Josée Croze o Gemma Arterton.[7]
- Del 14 al 25 de maig de 2014, és el mestre de cerimonies del festival de Canes, el jurat del qual és presidit per la realitzadora Jane Campion.[8]
- Del 13 al 24 de maig de 2015, és de nou a la plaça de mestre de cerimònia al festival de Canes el jurat dels quals és presidit per Joel Coen i Ethan Coen.
- El 2017 és president del jurat del 28e Festival Premiers Plans d'Angers.

Lambert Wilson ha participat en una campanya publicitària a la ràdio a favor de la Fundació Abat-Pierre. El 2009, escriu el prefaci del llibre de Loïc El Goff sobre el Moviment Emmaüs Companys de l'abat Pierre, publicat a edicions Bayard.
El 2013, és convidat per l'ONU en el marc de la missió de la Minustah en el suport que l'actor vol aportar a Haití, sobretot en el projecte immens de reforestació, Haití és a un estat de desforestació dramàtica, a penes 2% del territori haitià és encara boisé.
Des de 2015, és l'ambaixador oficial de l'associació « Les Toiles Enchantées », associació que porta el cinema als hospitals pels nens malalts i als centres especialitzats pels adolescents discapacitats.

## Filmografia
| Any  | Títol original                             | Títol doblatge català                           | Paper                                          | Director                     | Notes                                                                         |
| ---- | ------------------------------------------ | ----------------------------------------------- | ---------------------------------------------- | ---------------------------- | ----------------------------------------------------------------------------- |
| 1977 | Julia                                      | Julia                                           | Walter Franz                                   | Fred Zinnemann               | Sense acreditar.                                                              |
| 1978 | Gaston Phébus                              | -                                               | Yvain                                          | Bernard Borderie             | Sèrie de televisió, 6 episodis (completa).                                    |
| 1979 | Le Gendarme et les Extra-terrestres        | El gendarme i els extraterrestres               | Un extraterrestre                              | Jean Girault                 | Sense acreditar.                                                              |
| 1979 | New Generation                             | -                                               | Jean-Charles                                   | Jean-Pierre Lowf Legoff      |                                                                               |
| 1979 | Lady Oscar                                 | Lady Oscar                                      | Un soldat insolent                             | Jacques Demy                 |                                                                               |
| 1979 | Contro 4 bandiere                          | -                                               | Patrice                                        | Umberto Lenzi                |                                                                               |
| 1980 | Cinéma 16                                  | -                                               | Gilbert                                        | Gérard Chouchan              | Sèrie de televisió, 1 episodi.                                                |
| 1980 | Au feu le préfet                           | -                                               | Patrick Callaghan                              | Alain Boudet                 | Telefilm.                                                                     |
| 1980 | L'inconnue d'Arras                         | -                                               | L'avi                                          | Raymond Rouleau              | Telefilm.                                                                     |
| 1981 | Quatre femmes, quatre vies                 | -                                               | Jean-Paul Taillandier                          | Jacques Trébouta             | Minisèrie de televisió, 1 episodi.                                            |
| 1981 | La dernière nuit                           | -                                               | L'ajudant del botxí                            | Didier Decoin                | Telefilm.                                                                     |
| 1981 | Chanel Solitaire                           | -                                               |                                                | George Kaczender             |                                                                               |
| 1981 | Histoire contemporaine                     | -                                               | Henri de Brèce                                 | Michel Boisrond              | Minisèrie de televisió.                                                       |
| 1982 | Emmenez-moi au théâtre                     | -                                               | Paris                                          | Yves-André Hubert            | Sèrie de televisió, 1 episodi.                                                |
| 1982 | Five Days One Summer                       | -                                               | Johann Biari                                   | Fred Zinnemann               |                                                                               |
| 1982 | La boum 2                                  | -                                               | Félix Maréchal                                 | Claude Pinoteau              |                                                                               |
| 1982 | Ce fut un bel été                          | -                                               | Antoine                                        | Jean Chapot                  | Telefilm.                                                                     |
| 1983 | Sahara                                     | -                                               | Xeic Ahmed al Jaffar                           | Andrew V. McLaglen           |                                                                               |
| 1983 | La caravane                                | -                                               | Éric                                           | Roger Gillioz                | telefilm.                                                                     |
| 1984 | Le sang des autres                         | La sang dels altres                             | Paul                                           | Claude Chabrol               | Telefilm.                                                                     |
| 1984 | La femme publique                          | -                                               | Milan Mliska                                   | Andrzej Zulawski             | Nominat al César al millor actor secundari 1985.                              |
| 1985 | Rendez-vous                                | Rendez-vous                                     | Quentin                                        | André Téchiné                | Nominat al César al millor actor 1986.                                        |
| 1985 | L'homme aux yeux d'argent                  | -                                               | Villain                                        | Pierre Granier-Deferre       |                                                                               |
| 1985 | Rouge Baiser                               | -                                               | Stéphane                                       | Véra Belmont                 |                                                                               |
| 1985 | Abandons                                   | -                                               |                                                | Pierre-Jean de San Bartolomé | Curtmetratge.                                                                 |
| 1986 | Bleu comme l'enfer                         | -                                               | Ned                                            | Yves Boisset                 |                                                                               |
| 1986 | Corps et biens                             | -                                               | Michel Sauvage                                 | Benoît Jacquot               |                                                                               |
| 1986 | La Storia                                  | -                                               | Carlo Vivaldi                                  | Luigi Comencini              | Minisèrie de televisió, 3 episodis (completa).                                |
| 1986 | La forêt noire                             | -                                               |                                                | Béatrice Jalbert             | Curtmetratge.                                                                 |
| 1987 | The Belly of an Architect                  | El ventre d'un arquitecte                       | Caspasian Speckler                             |                              |                                                                               |
| 1988 | Les possédés                               | -                                               | Nikolaj Stavrogin                              |                              |                                                                               |
| 1988 | Chouans!                                   | -                                               | Tarquin                                        | Philippe de Broca            |                                                                               |
| 1988 | El Dorado                                  | El Dorado                                       | Ursúa                                          | Carlos Saura                 |                                                                               |
| 1988 | Margot et le voleur d'enfants              | -                                               |                                                | Michèle Reiser               | Curtmetratge.                                                                 |
| 1989 | La vouivre                                 | -                                               | Arsène Muselier                                | Georges Wilson               |                                                                               |
| 1989 | Suivez cet avion                           | -                                               | Rémi Cerneaux                                  | Patrice Ambard               |                                                                               |
| 1989 | Hiver 54, l'abbé Pierre                    | -                                               | L'abat Pierre                                  | Denis Amar                   | Nominat al César al millor actor 1990.                                        |
| 1991 | Shuttlecock                                | -                                               | John Prentis                                   | Andrew Piddington            |                                                                               |
| 1991 | Un homme et deux femmes                    | -                                               | Dr. Paul Baudoin                               | Valérie Stroh                |                                                                               |
| 1992 | Strangers                                  | -                                               | El noi                                         | Wayne Wang                   | Telefilm dividit en tres parts.                                               |
| 1992 | Warszawa. Année 5703                       | -                                               | Alek                                           | Janusz Kijowski              |                                                                               |
| 1992 | Frankestein                                | -                                               | Clerval                                        | David Wickes                 |                                                                               |
| 1992 | L'encyclopédie audio-visuelle              | -                                               | Ell mateix                                     | Peter Greenaway              | Sèrie de televisió documental, 1 episodi.                                     |
| 1993 | L'instinct de l'ange                       | -                                               | Henry                                          | Richard Dembo                |                                                                               |
| 1994 | Une qui promet                             | -                                               | Ferdinand                                      | Marianne Lamour              | Telefilm.                                                                     |
| 1994 | Les caprices de Marianne                   | -                                               | Octave                                         | Jean-Daniel Verhaeghe        | Telefilm.                                                                     |
| 1995 | Jefferson in Paris                         | -                                               | Marquès de Lafayette                           | James Ivory                  |                                                                               |
| 1995 | Rage and Outrage: The Dreyfus Affair       | -                                               |                                                | Raoul Sangla                 | Telefilm.                                                                     |
| 1995 | Pour une vie ou deux                       | -                                               | Noël Gregorio                                  | Marc Angelo                  | Telefilm.                                                                     |
| 1996 | Les caprices d'un fleuve                   | -                                               | Monsieur de la Malène                          | Bernard Giraudeau            |                                                                               |
| 1996 | Le secret d'Iris                           | -                                               | Pierrot                                        | Élisabeth Rappeneau          | Telefilm.                                                                     |
| 1996 | The Leading Man                            | Un home d'èxit                                  | Felix Webb                                     | John Duigan                  |                                                                               |
| 1997 | Marquise                                   | -                                               | Racine                                         | Véra Belmont                 |                                                                               |
| 1997 | On connaît la chanson                      | Coneixem la cançó                               | Marc Duveyrier                                 | Alain Resnais                | Nominat al César al millor actor secundari 1998.                              |
| 1997 | Quand le chat sourit                       | -                                               |                                                | Sabine Azéma                 | Telefilm.                                                                     |
| 1998 | Trop (peu) d'amour                         | -                                               | Paul                                           | Jacques Doillon              |                                                                               |
| 1999 | The Last September                         | -                                               | Hugo Montmorency                               | Deborah Warner               |                                                                               |
| 2000 | Don Quixote                                | -                                               | Duc                                            | Peter Yates                  | telefilm.                                                                     |
| 2000 | Jet Set                                    | -                                               | Arthus de Poulignac                            | Fabien Onteniente            | Nominat al César al millor actor secundari 2001.                              |
| 2000 | Combat d'amour en songe                    | -                                               | Sebatol                                        | Raúl Ruiz Pino               |                                                                               |
| 2001 | HS - hors service                          | -                                               | Francis                                        | Jean-Paul Lilienfeld         |                                                                               |
| 2001 | Far from China                             | -                                               | Jean-Pierre                                    | C.S. Leigh                   |                                                                               |
| 2001 | Le divin enfant                            | -                                               | Pare Marc Aubray                               | Stéphane Clavier             | Telefilm.                                                                     |
| 2002 | Les tombales                               | -                                               | Joseph                                         | Christophe Barratier         | Curtmetratge.                                                                 |
| 2003 | Il est plus facile pour un chameau...      | -                                               | Aurelio                                        | Valeria Bruni Tedeschi       |                                                                               |
| 2003 | The Matrix Reloaded                        | Matrix Reloaded                                 | Merovingi                                      | Germanes Wachowski           |                                                                               |
| 2003 | The Matrix Revolutions                     | Matrix Revolutions                              | Merovingi                                      | Germanes Wachowski           |                                                                               |
| 2003 | Enter the Matrix                           | -                                               | Merovingi                                      | Germanes Wachowski           | Videojoc, només veu.                                                          |
| 2003 | Dédales                                    | -                                               | Brennac                                        | René Manzor                  |                                                                               |
| 2003 | Timeline                                   | -                                               | Lord Arnaut                                    | Richard Donner               |                                                                               |
| 2003 | Pas sur la bouche                          | A la boca no                                    | Éric Thomson                                   | Alain Resnais                |                                                                               |
| 2004 | Colette, une femme libre                   | -                                               | Henry de Jouvenel                              | Nadine Trintignant           | Minisèrie de televisió, 2 episodis (completa).                                |
| 2004 | People                                     | -                                               | Germà Arthus                                   | Fabien Onteniente            |                                                                               |
| 2004 | Catwoman                                   | Catwoman                                        | George Hedare                                  | Pitof                        | Nominat al Premi Golden Raspberry al pitjor actor secundari.                  |
| 2005 | The Matrix Online                          | -                                               | Merovingi                                      | Germanes Wachowski           | Videojoc, només veu.                                                          |
| 2005 | Sahara                                     | Sahara                                          | Yves Massarde                                  | Breck Eisner                 |                                                                               |
| 2005 | Mort à l'écran                             | -                                               | Daniel Brullmann                               | Alexis Ferrebeuf             | Curtmetratge                                                                  |
| 2005 | Gentille                                   | -                                               | Philippe                                       | Sophie Fillières             |                                                                               |
| 2005 | L'anniversaire                             | -                                               | Raphaël                                        | Diane Kurys                  |                                                                               |
| 2005 | Palais royal!                              | Palau reial                                     | Princep Arnaud                                 | Valérie Lemercier            |                                                                               |
| 2006 | Coeurs                                     | Assumptes privats en llocs públics              | Dan                                            | Alain Resnais                | Nominat a millor actor als Premis Lumières 2007.                              |
| 2007 | Flawless                                   | Un pla brillant                                 | Finch                                          | Michael Radford              |                                                                               |
| 2007 | Tous à l'Ouest: Une aventure de Lucky Luke | Tots cap a l'Oest                               | Lucky Luke                                     | Olivier Jean-Marie           | Veu, pel·lícula d'animació.                                                   |
| 2008 | Dante 01                                   | -                                               | Saint-Georges                                  | Marc Caro                    |                                                                               |
| 2008 | Le grand alibi                             | -                                               | Doctor Pierre Collier                          | Pascal Bonitzer              |                                                                               |
| 2008 | Comme les autres                           | -                                               | Doctor Emmanuel François Xavier Bernier "Manu" | Vincent Garenq               |                                                                               |
| 2008 | Babylon A.D.                               | -                                               | Darquandier                                    | Mathieu Kassovitz            |                                                                               |
| 2008 | The Lazarus Project                        | -                                               | Avery                                          | John Glenn                   |                                                                               |
| 2009 | The Philanthropist                         | -                                               | Yves Moehringer                                | Charlie Corwin               | Sèrie de televisió, 1 episodi.                                                |
| 2009 | Victor                                     | -                                               | Courcelle                                      | Thomas Gilou                 |                                                                               |
| 2010 | Imogène McCarthery                         | -                                               | Samuel Tyler                                   | Alexandre Charlot            |                                                                               |
| 2010 | La princesse de Montpensier                | -                                               | François de Chabannes                          | Bertrand Tavernier           |                                                                               |
| 2010 | Des hommes et des dieux                    | De déus i homes                                 | Christian                                      | Xavier Beauvois              | Nominat al César al millor actor 2011.                                        |
| 2012 | À l'aveugle                                | -                                               | Narvik                                         | Xavier Palud                 |                                                                               |
| 2012 | Sur la piste du Marsupilami                | A la recerca d'en Marsupilami                   | General Pochero                                | Alain Chabat                 |                                                                               |
| 2012 | Vous n'avez encore rien vu                 | Encara no heu vist res                          | Lambert Wilson / Orfeu 2                       |                              |                                                                               |
| 2012 | Ernest et Célestine                        | Ernest i Célestine                              | Ernest                                         | Stéphane Aubier              | Veu, pel·lícula d'animació.                                                   |
| 2012 | The Hollow Crown                           | -                                               | Carles, rei de França                          | Dominic Cooke                | Sèrie de televisió, 1 episodi.                                                |
| 2012 | Manipulations                              | -                                               | Franck Barrot                                  | Laurent Herbiet              | Telefilm. Nominat al millor actor en un telefilm del Monte-Carlo TV Festival. |
| 2013 | Alceste à bicyclette                       | Molière en bicicleta                            | Gauthier Valence                               | Philippe Le Guay             |                                                                               |
| 2013 | Vinodentro                                 | -                                               | Professor                                      | Ferdinando Vicentini Orgnani |                                                                               |
| 2014 | Barbecue                                   | Barbacoa d'amics                                | Antoine Chevalier                              | Eric Lavaine                 |                                                                               |
| 2014 | 5 to 7                                     | De 5 a 7                                        | Valéry Pierpont                                | Victor Levin                 |                                                                               |
| 2014 | The Nostalgist                             | -                                               | L'home                                         | Giacomo Cimini               | Curtmetratge.                                                                 |
| 2014 | Posthumous                                 | -                                               | Daniel S. Volpe                                | Lulu Wang                    |                                                                               |
| 2014 | Suite Française                            | Suite francesa                                  | Vescomte de Montmort                           | Saul Dibb                    |                                                                               |
| 2015 | Enragés                                    | -                                               | El pare                                        | Éric Hannezo                 |                                                                               |
| 2016 | Assolo                                     | -                                               | Michele                                        | Laura Morante                |                                                                               |
| 2016 | La vache                                   | La vaca                                         | Philippe                                       | Mohamed Hamidi               |                                                                               |
| 2016 | L'odyssée                                  | L'odissea                                       | Jacques-Yves Cousteau                          | Jérôme Salle                 | Nominat al millor actor dels Globes de Cristal Awards 2017.                   |
| 2016 | Le confessioni                             | -                                               | Kis                                            | Roberto Andò                 |                                                                               |
| 2016 | Tout de suite maintenant                   | -                                               | Barsac                                         | Pascal Bonitzer              |                                                                               |
| 2016 | Notes on Blindness                         | -                                               |                                                | Arnaud Colinart              | Veu, videojoc.                                                                |
| 2017 | Corporate                                  | Corporate                                       | Stéphane Froncart                              | Nicolas Silhol               |                                                                               |
| 2017 | Telle mère, telle fille                    | A tal mare, tal filla Tal la mare, tal la filla | Marc Daursault                                 | Noémie Saglio                |                                                                               |
| 2017 | L'échange des princesses                   | Canvi de reines                                 | Felip V                                        | Marc Dugain                  |                                                                               |
| 2018 | Volontaire                                 | -                                               | Comandant Rivière                              | Hélène Fillières             |                                                                               |
| 2018 | Au bout des doigts                         | La classe de piano                              | Pierre Geithner                                | Ludovic Bernard              |                                                                               |
| 2019 | Reve de cinéma                             | -                                               | Lambert Wilson                                 | Jeremy Frey                  | Curtmetratge.                                                                 |
| 2019 | Calls                                      | -                                               | Paul Donner                                    | Timothée Hochet              | Sèrie de televisió, 1 episodi.                                                |
| 2019 | Papillons bleus                            | -                                               | Baró Papillon                                  | Axel Courtière               | Videoclip.                                                                    |
| 2019 | Les traducteurs                            | Els traductors                                  | Éric Angstrom                                  | Régis Roinsard               |                                                                               |
| 2020 | De Gaulle                                  | De Gaulle                                       | Charles de Gaulle                              | Gabriel Le Bomin             | Nominat al César al millor actor 2021.                                        |
| 2020 | Shuttlecock                                | -                                               | John Prentis                                   | Andrew Piddington            |                                                                               |
| 2021 | Benedetta                                  | -                                               | El nunci                                       | Paul Verhoeven               |                                                                               |
| 2021 | The Matrix Resurrections                   | -                                               | Merovingi                                      | Lana Wachowski               |                                                                               |
| 2021 | Totems                                     | -                                               | Charles Contignet                              | Frédéric Jardin              | Sèrie de televisió, 8 episodis (completa).                                    |
| 2022 | Mrs. Harris Goes to Paris                  | -                                               | Marquès de Chassagne                           | Anthony Fabian               |                                                                               |
| 2022 | Plancha                                    | -                                               | Antoine Chevalier                              | Éric Lavaine                 |                                                                               |
| 2022 | Ernest et Célestine: Le voyage en Charabie | El viatge d'Ernest i Célestine                  | Ernest                                         | Julien Chheng                | Veu, pel·lícula d'animació                                                    |
| 2023 | Les choses simples                         | Les coses senzilles                             | Vincent                                        | Éric Besnard                 |                                                                               |
| 2023 | Star Wars: Visions                         | -                                               | Jon                                            | Eunyoung Choi                | Veu, sèrie de televisió d'animació, 1 episodi.                                |
| 2023 | Des mains en or                            | -                                               | François                                       | Isabelle Mergault            |                                                                               |
| 2023 | 5 hectares                                 | -                                               | Franck Bernard                                 | Emilie Deleuze               |                                                                               |
| 2024 | Klandestin WT                              | -                                               | Richard                                        | Angelina Maccarone           |                                                                               |
| 2024 | La Maison                                  | -                                               | Vincent Ledu                                   | Fabrice Gobert               | Sèrie de televisió, 10 episodis (completa).                                   |

## Nominacions
- 1985: César al millor actor secundari per La femme publique.
- 1986: César al millor actor per Rendez-vous.
- 1990: César al millor actor per Hiver 54, l'abbé Pierre.
- 1998: César al millor actor secundari per Coneixem la cançó.
- 2001: César al millor actor secundari per Jet Set.
- 2004: Premi Golden Raspberry al pitjor actor secundari per Catwoman.
- 2007: Millor actor als Premis Lumières per Assumptes privats en llocs públics.
- 2011: César al millor actor per Des hommes et des dieux.
- 2012: Millor actor en un telefilm del Monte-Carlo TV Festival per Manipulations.
- 2017: Millor actor dels Globes de Cristal Awards per L'odissea (pel·lícula).
- 2021: César al millor actor per De Gaulle.